# 易俗社
易俗社位于陕西省西安市西一路西段，是最重要的秦腔艺术社团，也是全国重点文物保护单位之一。
易俗社1912年8月创立于西安，原名“陕西伶学社”，后改名“陕西易俗社”。易俗社建立时的最初地址是西安城内西南盐店街的顺、直、热、察、绥五省会馆。创办人为同盟会成员与当地社会名流，如孙仁玉、李桐轩等。其初创时期的宗旨为“移风易俗，辅助社会教育，改良戏曲，救济贫寒兄弟”，因此规定不上演传统剧目。为此社员新编了大量新戏，如《柜中缘》、《看女》和《三滴血》等。
约在民国五年，易俗社迁到武庙街（今西一路）的原“霓春园”，占地六十多亩。剧场后面的空地上建有露天剧场，并提供部分空地出租给商贩作为市场。露天剧场和市场东南向设门通往案板街。
易俗社与莫斯科大剧院和英国皇家剧院并称为“世界艺坛三大古老剧社”。